# Domingos da Soledade Silos
Domingos da Soledade Silos, nome adoptado que retirou de São Domingos de Silos, era natural de Braga, Portugal, foi padre franciscano, tornando-se depois sacerdote secular. Nos tempos difíceis da instalação do liberalismo, tomou partido pelas novas orientações políticas, opondo-se aos seus colegas que temiam os ventos revolucionários.
Em 1845, na qualidade de arcipreste, dirigiu uns inquéritos paroquiais onde ataca duramente os sacerdotes de simpatias miguelistas.
Depois de paroquiar em Touguinhó, no concelho de Vila do Conde, foi pároco na própria sede deste concelho. 
Foi pregador régio e escreveu em vários jornais. Publicou um livro sobre São Torcato. 
É ele que assina o célebre registo de baptismo de Eça de Queirós.